# Classificação académica das universidades de Portugal
A Classificação académica das universidades ou ranking académico das universidades, consistem em classificações ordenadas que enumeram as universidades e instituições de educação superior e investigação, de acordo com uma metodologia científica de tipo bibliométrico que inclui critérios objetivos medíveis e reproduzíveis, por isso o nome de «académica».
A nível nacional a informação das carreiras universitárias é disponibilizada pelo Ministério da Educação através do Portal Info Cursos.

## Classificações académicas

### Round University Ranking
O Round University Ranking, ou abreviado RUR Rankings, é uma classificação académica mundial, que avalia a eficácia de 750 universidades líderes no mundo com base em 20 indicadores distribuídos em 4 áreas de dimensão chave: educação, pesquisa, diversidade internacional, sustentabilidade financeira. O ranking tem abrangência internacional e pretende assumir-se como uma ferramenta de escolha da universidade para os principais stakeholders da educação superior: candidatos, estudantes, representantes da comunidade académica, órgãos de gestão universitária. A editora RUR Rankings é uma agência independente. A RUR visa fornecer um sistema analítico transparente e abrangente para benchmarking e avaliação das universidades além-fronteiras para um público o mais amplo possível: estudantes, analistas, decisores na área do desenvolvimento da educação superior, tanto a um nível institucional individual quanto a um nível nacional.
| Universidade                                              | 2010 [4] | 2011 [5] | 2012 [6] | 2013 [7] | 2014 [8] | 2015 [9] | 2016 [10] | 2017 [11] | 2018 [12] | 2019 [13] | 2020 [14] | 2021 [15] | 2022 [16] | 2023 [17] | 2024 [18] |
| --------------------------------------------------------- | -------- | -------- | -------- | -------- | -------- | -------- | --------- | --------- | --------- | --------- | --------- | --------- | --------- | --------- | --------- |
| Universidade do Porto                                     | 381      | 380      | 393      | 327      | 374      | 262      | 329       | 308       | 338       | 308       | 312       | 289       | 331       | 473       | 204       |
| Universidade de Coimbra                                   | 397      | 401      | 404      | 447      | 489      | 482      | 401       | 303       | 312       | 330       | 316       | 297       | 366       | 256       | 259       |
| Universidade de Aveiro                                    | 247      | 272      | 352      | 282      | 424      | 326      | 330       | 267       | 370       | 292       | 341       | 319       | 412       | 452       | 400       |
| Universidade Nova de Lisboa                               | 477      | 435      | 438      | 455      | 458      | 424      | 449       | 369       | 413       | 387       | 404       | 371       | 405       | 419       | 415       |
| Universidade de Lisboa                                    | 366      | 385      | 348      | 485      | 457      | 254      | 387       | 325       | 343       | 370       | 342       | 335       | 402       | 538       | 486       |
| Universidade do Minho                                     |          |          |          | 495      | 514      | 404      | 470       | 451       | 450       | 482       | 461       | 441       | 470       | 500       | 502       |
| Universidade do Algarve                                   | —        | —        | —        | —        | —        | —        | —         | —         | —         | —         | —         | —         | 662       | 840       | 660       |
| ISCTE – Instituto Universitário de Lisboa                 | 505      | 522      | 423      | 579      | 625      | 637      | 622       | 584       | 649       | 622       | 611       | 574       | 583       | 734       | 719       |
| Universidade Católica Portuguesa                          | —        | —        | —        | —        | —        | 636      | 596       | 583       | 587       | —         | —         | —         | —         | 725       | —         |
| Universidade Técnica de Lisboa                            | 359      | 300      | 424      | 417      | 377      | [19]     | [19]      | [19]      | [19]      | [19]      | [19]      | [19]      | [19]      | 468*      | [19]      |
| *Instituição integrada na Universidade de Lisboa em 2013. |          |          |          |          |          |          |           |           |           |           |           |           |           |           |           |

### Times Higher Education World University Rankings
O diário britânico The Times publica um suplemento chamado "Higher Education Supplement" THES que é uma classificação académica com uma metodologia objetiva e com as seguintes ponderações: 60% à qualidade da investigação, 10% à capacidade de que um aluno graduado obtenha emprego, 10% à presença de alunos e professores internacionais e 20% ao quociente alunos/académicos. A metodologia explica-se com maior detalhe aqui (em inglês).
| Universidade                                                            | 2012 [22] | 2013 [23] | 2014 [24] | 2015 [25] | 2016 [26] | 2017 [27] | 2018 [28] | 2019 [29] | 2020 [30] | 2021 [31] | 2022 [32] | 2023 [33] | 2024 [34] |
| ----------------------------------------------------------------------- | --------- | --------- | --------- | --------- | --------- | --------- | --------- | --------- | --------- | --------- | --------- | --------- | --------- |
| Universidade de Coimbra                                                 | 350-400   | —         | —         | —         | 401-500   | 401-500   | 501-600   | 601-700   | 601-700   | 601-800   | 601-800   | 601-800   | 401-500   |
| Universidade de Lisboa                                                  | —         | —         | —         | 351-400   | 501-600   | 401-500   | 501-600   | 501-600   | 501-600   | 501-600   | 501-600   | 501-600   | 401-500   |
| Universidade do Porto                                                   | 301-350   | 351-400   | 351-400   | —         | 401-500   | 401-500   | 501-600   | 401-500   | 401-500   | 401-500   | 401-500   | 401-500   | 401-500   |
| Universidade Nova de Lisboa                                             | 350-400   | —         | —         | —         | 401-500   | 501-600   | 501-600   | 601-800   | 601-800   | 351-400   | 401-500   | 601-800   | 501-600   |
| Universidade de Aveiro                                                  | 301-350   | 351-400   | —         | —         | 401-500   | 401-500   | 501-600   | 601-800   | 601-800   | 601-800   | 801-1000  | 801-1000  | 601-800   |
| Universidade da Beira Interior                                          | —         | —         | —         | —         | —         | 601-800   | 601-800   | 601-800   | 601-800   | 601-800   | 601-800   | 801-1000  | 601-800   |
| ISCTE – Instituto Universitário de Lisboa                               | —         | —         | —         | —         | —         | 601-800   | 601-800   | 601-800   | 601-800   | 601-800   | 601-800   | 801-1000  | 601-800   |
| Universidade do Minho                                                   | —         | 351-400   | 351-400   | 351-400   | 501-600   | 501-600   | 601-800   | 601-800   | 601-800   | 801-1000  | 801-1000  | 801-1000  | 601-800   |
| Universidade do Algarve                                                 | —         | —         | —         | —         | —         | —         | 601-800   | 801-1000  | 801-1000  | 801-1000  | 801-1000  | 1001-1200 | 801-1000  |
| Universidade Católica Portuguesa                                        | —         | —         | —         | —         | —         | —         | —         | 351-400   | 351-400   | 351-400   | 351-400   | 351-400   | 801-1000  |
| Universidade de Trás-os-Montes e Alto Douro                             | —         | —         | —         | —         | —         | —         | —         | 801-1000  | 801-1000  | 1001+     | 801-1000  | 1001-1200 | 801-1000  |
| Instituto Politécnico de Bragança (subsistema politécnico)              | —         | —         | —         | —         | —         | —         | —         | —         | —         | —         | —         | 1001-1200 | 1201-1500 |
| Universidade Lusófona de Humanidades e Tecnologias                      | —         | —         | —         | —         | —         | —         | —         | —         | —         | —         | Reporter  | 1001-1200 | 1201-1500 |
| Instituto Politécnico do Porto (subsistema politécnico)                 | —         | —         | —         | —         | —         | —         | —         | 801-1000  | 801-1000  | 1001+     | 1000-1200 | 1001-1200 | 1201-1500 |
| Instituto Politécnico de Viana do Castelo (subsistema politécnico)      | —         | —         | —         | —         | —         | —         | —         | —         | —         | —         | —         | —         | 1501+     |
| Escola Superior de Enfermagem do Porto (subsistema politécnico)         | —         | —         | —         | —         | —         | —         | —         | —         | —         | —         | —         | —         | Reporter  |
| Instituto Politécnico de Setúbal                                        | —         | —         | —         | —         | —         | —         | —         | —         | —         | —         | Reporter  | Reporter  | Reporter  |
| Escola Superior de Enfermagem de Coimbra (subsistema politécnico)       | —         | —         | —         | —         | —         | —         | —         | —         | —         | —         | —         | Reporter  | —         |
| Universidade de Évora                                                   | —         | —         | —         | —         | —         | —         | —         | 801-1000  | 801-1000  | —         | —         | —         | —         |
| Instituto Superior Técnico (unidade orgânica da Universidade de Lisboa) | —         | —         | —         | —         | 351-400   | —         | —         | —         | —         | —         | —         | —         | —         |

### Classificação do CWUR
O Center for World University Rankings (CWUR) publica o único ranking mundial de universidades que mede a qualidade da educação e a aprendizagem dos alunos, bem como o prestígio dos membros da universidade e a qualidade de suas pesquisas sem depender de pesquisas e apresentações de dados universitários.
| Universidade                                               | 2014 [36] | 2015 [37] | 2016 [38] | 2017 [39] | 2018-2019 [40] | 2019-2020 [41] | 2020-2021 [42] | 2021-2022 [43] | 2022-2023 [44] | 2023 [45] | 2024 [46] |
| ---------------------------------------------------------- | --------- | --------- | --------- | --------- | -------------- | -------------- | -------------- | -------------- | -------------- | --------- | --------- |
| Universidade de Lisboa                                     | 278       | 257       | 275       | 266       | 220            | 228            | 206            | 201            | 200            | 202       | 211       |
| Universidade do Porto                                      | 290       | 308       | 331       | 313       | 227            | 322            | 318            | 317            | 308            | 309       | 307       |
| Universidade de Coimbra                                    | 545       | 507       | 481       | 457       | 403            | 416            | 408            | 407            | 413            | 420       | 442       |
| Universidade Nova de Lisboa                                | 632       | 612       | 581       | 594       | 439            | 532            | 520            | 514            | 518            | 519       | 519       |
| Universidade de Aveiro                                     | 553       | 557       | 585       | 581       | 551            | 593            | 591            | 603            | 587            | 583       | 594       |
| Universidade do Minho                                      | 679       | 629       | 595       | 592       | 522            | 616            | 587            | 577            | 571            | 595       | 636       |
| Universidade do Algarve                                    | 962       | 996       | —         | —         | —              | 1168           | 1178           | 1244           | 1250           | 1280      | 1309      |
| Universidade da Beira Interior                             | —         | —         | —         | —         | —              | 1411           | 1387           | 1405           | 1422           | 1434      | 1451      |
| Universidade de Trás-os-Montes e Alto Douro                | —         | —         | —         | —         | —              | 1531           | 1471           | 1465           | 1515           | 1539      | 1558      |
| ISCTE – Instituto Universitário de Lisboa                  | —         | —         | —         | —         | —              | 1703           | 1689           | 1663           | 1633           | 1631      | 1564      |
| Universidade de Évora                                      | —         | —         | —         | —         | —              | 1400           | 1413           | 1445           | 1529           | 1563      | 1625      |
| Universidade Católica Portuguesa                           | —         | —         | —         | —         | —              | 1830           | 1643           | 1687           | 1644           | 1691      | 1667      |
| Instituto Politécnico do Porto (subsistema politécnico)    | —         | —         | —         | —         | —              | 1734           | 1836           | 1783           | 1743           | 1791      | 1720      |
| Instituto Politécnico de Bragança (subsistema politécnico) | —         | —         | —         | —         | —              | 1912           | 1996           | 1986           | —              | —         | —         |
| Universidade dos Açores                                    | —         | —         | —         | —         | —              | 1929           | 1969           | —              | —              | —         | —         |

### Performance Ranking of Scientific Papers for World Universities
A Classificação do Desempenho das Publicações Científicas para as Universidades do Mundo (Performance Ranking of Scientific Papers for World Universities) é realizada pelo Conselho de Avaliação da Educação Superior e Acreditação de Taiwan (Higher Education Evaluation and Accreditation Council of Taiwan) ou HEEACT, pela sua sigla em inglês. Este projeto é realizado pelo professor Mu-hsuan Huang na Universidade Nacional de Taiwan. Os métodos bibliométricos são usados para analisar e classificar o desempenho das publicações científicas das 500 melhores universidades do mundo; além disso, classifica as 300 melhores universidades do mundo de acordo com seis diferentes campos de estudo. Este sistema de classificação foi desenvolvido para universidades dedicadas à pesquisa. Os indicadores preditivos utilizados neste sistema de classificação medem o desempenho em pesquisa a longo e a curto prazo para cada uma das universidades estudadas.
| Universidade                                            | 2012 | 2013 | 2014 | 2015 | 2016 | 2017    | 2018 | 2019    | 2020    | 2021    | 2022    | 2023    |
| ------------------------------------------------------- | ---- | ---- | ---- | ---- | ---- | ------- | ---- | ------- | ------- | ------- | ------- | ------- |
| Universidade de Lisboa                                  | —    | 411  | 224  | 207  | 195  | 193     | 176  | 178     | 182     | 181     | 166     | 200     |
| Universidade do Porto                                   | 318  | 296  | 279  | 269  | 254  | 232     | 218  | 220     | 232     | 223     | 220     | 209     |
| Universidade de Coimbra                                 | 491  | 387  | 368  | 392  | 390  | 381     | 399  | 399     | 390     | 402     | 444     | 445     |
| Universidade Nova de Lisboa                             | —    | —    | —    | 477  | 480  | 478     | 498  | 501-550 | 486     | 501-550 | 501-550 | 501-550 |
| Universidade de Aveiro                                  | —    | —    | 487  | —    | —    | 501-550 | 498  | 501-550 | 501-550 | 501-550 | 501-550 | 501-550 |
| Universidade do Minho                                   | —    | 494  | 470  | 490  | 474  | 467     | 491  | 498     | 492     | 501-550 | 501-550 | 501-550 |
| Universidade Católica Portuguesa                        | —    | —    | —    | —    | —    | —       | —    | —       | —       | —       | —       | 551-600 |
| Instituto Politécnico do Porto (subsistema politécnico) | —    | —    | —    | —    | —    | —       | —    | —       | —       | 336     | 320     | 801-850 |
| Universidade Técnica de Lisboa                          | 403  | 365  | [19] | [19] | [19] | [19]    | [19] | [19]    | [19]    | [19]    | [19]    | [19]    |

### Academic Ranking of World Universities (ARWU)
O Academic Ranking of World Universities (ARWU), também conhecido informalmente por "Ranking de Xangai", é uma das classificações mais conhecidas mundialmente, tratando-se de uma lista compilada por um grupo de especialistas em bibliometria da Universidade Jiao Tong de Xangai, da China. Esta lista inclui as maiores instituições de educação superior do mundo e estão ordenadas de acordo com uma fórmula que tem em conta o número de galardoados com o Prémio Nobel (10%), os vencedores da Medalha Fields (20%), número de investigadores altamente citados em 21 temas gerais (20%), número de artigos publicados nas revista científicas Science e Nature (20%), e o impacto dos trabalhos académicos registados nos índices do Science Citation Index (20%) e por último, o "tamanho" da instituição.
| Universidade                   | 2007 [50] | 2008 [51] | 2009 [52] | 2010 [53] | 2011 [54] | 2012 [55] | 2013 [56] | 2014 [57] | 2015 [58] | 2016 [59] | 2017 [60] | 2018 [61] | 2019 [62] | 2020 [63] | 2021 [64] | 2022 [65] | 2023 [66] | 2024 [67] |
| ------------------------------ | --------- | --------- | --------- | --------- | --------- | --------- | --------- | --------- | --------- | --------- | --------- | --------- | --------- | --------- | --------- | --------- | --------- | --------- |
| Universidade de Lisboa         | 403-510   | 402-503   | 402-501   | 401-500   | 401-500   | 401-500   | 301-400   | 201-300   | 201-300   | 151-200   | 151-200   | 151-200   | 151-200   | 151-200   | 201-300   | 201-300   | 201-300   | 201-300   |
| Universidade do Porto          | 403-510   | 402-503   | 402-501   | 401-500   | 301-400   | 301-400   | 301-400   | 301-400   | 301-400   | 301-400   | 301-400   | 301-400   | 301-400   | 301-400   | 301-400   | 201-300   | 201-300   | 201-300   |
| Universidade de Aveiro         | —         | —         | —         | —         | —         | —         | —         | —         | —         | 401-500   | 401-500   | 401-500   | 601-700   | 501-600   | 601-700   | 401-500   | 401-500   | 401-500   |
| Universidade de Coimbra        | —         | —         | —         | —         | —         | —         | 401-500   | 401-500   | 401-500   | 401-500   | 401-500   | —         | 501-600   | 501-600   | 501-600   | 501-600   | 401-500   | 501-600   |
| Universidade do Minho          | —         | —         | —         | —         | —         | —         | —         | —         | —         | 401-500   | 401-500   | 401-500   | 401-500   | 401-500   | 401-500   | 401-500   | 401-500   | 501-600   |
| Universidade Nova de Lisboa    | —         | —         | —         | —         | —         | —         | —         | —         | —         | —         | 501-600   | 501-600   | 401-500   | 601-700   | 601-700   | 501-600   | 601-700   | 701-800   |
| Universidade Técnica de Lisboa | —         | —         | —         | —         | —         | 401-500   | 401-500   | [19]      | [19]      | [19]      | [19]      | [19]      | [19]      | [19]      | [19]      | [19]      | [19]      | [19]      |

### Webometrics Ranking of World Universities
O Webometrics Ranking of World Universities é uma classificação produzida pelo Cybermetrics Lab, um grupo de investigadores afiliados ao Centro de Informação e Documentação do Conselho Superior de Investigações Científicas (CSIC) de Espanha. O CINDOC actua como um observatório de ciência e tecnologia disponível na internet. A classificação constrói-se a partir de uma base de dados que inclui cerca de 11 000 universidades e mais de 5 000 centros de investigação. A classificação mostra as 3 000 instituições melhor colocadas. A metodologia bibliométrica tem em conta o volume de conteúdos publicados na web, assim como a visibilidade e o impacto destes conteúdos de acordo com as ligações externas que apontam para os seus sítios web. Esta metodologia está baseada no chamado «Fator-G» que avalia objetivamente a importância da instituição dentro da rede social de sítios de universidades no mundo.
| Instituição                                             | 2021 [70] | 2022 [72] | 2023 [73] |
| ------------------------------------------------------- | --------- | --------- | --------- |
| Universidade do Porto                                   | 147       | 207       | 186       |
| Universidade de Lisboa                                  | 170       | 222       | 196       |
| Universidade do Minho                                   | 342       | 407       | 397       |
| Universidade de Aveiro                                  | 455       | 533       | 486       |
| Universidade de Coimbra                                 | 282       | 352       | 851       |
| Universidade Nova de Lisboa                             | 961       | 1023      | 917       |
| Universidade da Beira Interior                          | 978       | 1027      | 1021      |
| Instituto Politécnico do Porto (subsistema politécnico) | 986       | 1078      | 1091      |

## Classificações parcialmente académicas
Estas classificações são produtos de apreciações subjetivas. Não estão baseados obrigatoriamente em métodos bibliométricos ou científicos claros e refletem muitas vezes as médias das opiniões dos inquiridos que podem ser indivíduos não necessariamente com títulos académicos ou com conhecimento do conjunto das universidades do mundo. Muitas vezes estes estudos são publicados a pedido das próprias universidades com o objectivo de realizar publicidade nas épocas das admissões às universidades. Um dos mais conhecidos destes estudos é o «U.S. News & World Report College and University rankings» que recebeu todo tipo de críticas por ser subjetivo e previsível. Na voz do San Francisco Chronicle, «a melhor universidade norte-americana de acordo com este tipo de estudos é a mais rica». Estes estudos também foram criticados por uma série de instituições entre as quais se destacam a Universidade de Stanford, o New York Times, etcétera.

### QS World University Rankings
Um ranking elaborado na sua maior parte por opiniões de académicos é o Ranking QS das Universidades do Mundo. Este ranking inclui as melhores 700 universidades, e é publicado anualmente desde 2011 pela companhia britânica Quacquarelli Symonds. A edição deste ano recolhe várias universidades portuguesas:
| Universidade                              | 2017    | 2018    | 2019    | 2020     | 2021     | 2022     | 2023     | 2024    | 2025    |
| ----------------------------------------- | ------- | ------- | ------- | -------- | -------- | -------- | -------- | ------- | ------- |
| Universidade de Lisboa [88]               | =330    | =305    | =355    | =338     | 357      | =356     | =335     | =266    | 260     |
| Universidade do Porto [89]                | 323     | =301    | 328     | =353     | 357      | =295     | 274      | 253     | =278    |
| Universidade de Coimbra [90]              | 451-460 | 401-410 | =407    | 406      | 431      | =455     | =438     | =351    | =355    |
| Universidade de Aveiro [91]               | —       | 501-550 | 531-540 | 551-560  | 581-590  | 601-650  | 501-510  | 344     | =359    |
| Universidade Nova de Lisboa [92]          | =366    | =361    | =405    | =421     | 428      | =431     | =369     | =400    | 388     |
| Universidade do Minho [93]                | —       | 651-700 | 651-700 | 651-700  | 591-600  | 571-580  | 591-600  | 611-620 | 611-620 |
| ISCTE – Instituto Universitário de Lisboa | —       | —       | —       | —        | —        | —        | —        | 751-760 | 661-670 |
| Universidade Católica Portuguesa [94]     | 701+    | 651-700 | 751-800 | 801-1000 | 801-1000 | 801-1000 | 801-1000 | 901-950 | 901-950 |

### U.S. News & World Report Best Global Universities Rankings
O Best Global Universities é um ranking realizado nos E.U.A. pelo U.S. News & World Report. Ele leva em consideração a importância das pesquisas levadas a cabo pela instituição em questão, a sua reputação tanto regional como mundial, o número de doutorandos premiados e a colaboração com outros organismos.
| Universidade                                               | 2019 | 2021     | 2022     | 2023     | 2024     |
| ---------------------------------------------------------- | ---- | -------- | -------- | -------- | -------- |
| Universidade de Lisboa                                     | 214  | 197      | 197      | 202      | 225      |
| Universidade do Porto                                      | 288  | 271      | 255      | 247      | 271      |
| Universidade de Coimbra                                    | 412  | 402      | 399      | 429      | 474      |
| Universidade Nova de Lisboa                                | 408  | 406      | 451      | 487      | 534      |
| Universidade de Aveiro                                     | 536  | 547      | 517      | 525      | 549      |
| Universidade do Minho                                      | 432  | 459      | 484      | 507      | 610      |
| Instituto Politécnico do Porto (subsistema politécnico)    | 970  | 1012     | 1018     | 1066     | 1177     |
| ISCTE – Instituto Universitário de Lisboa                  | —    | 1158     | 1132     | 1121     | 1181     |
| Universidade Católica Portuguesa                           | —    | —        | 908      | 844      | 1228     |
| Universidade do Algarve                                    | 976  | 1054     | 1081     | 1121     | 1348     |
| Universidade de Trás-os-Montes e Alto Douro                | —    | 1182     | 1262     | 1281     | 1563     |
| Universidade da Beira Interior                             | 1093 | 1134     | 1175     | 1281     | 1674     |
| Universidade de Évora                                      | 1125 | 1254     | 1353     | 1483     | 1733     |
| Instituto Politécnico de Bragança (subsistema politécnico) | —    | Unranked | Unranked | Unranked | 1885     |
| Universidade dos Açores                                    | —    | Unranked | —        | —        | Unranked |